# Lucille
„Lucille” a híres blueszenész B. B. King elektromos gitárja, egy fekete színű Gibson ES-335. Később King a többi ilyen típusú gitárját is Lucille-nek nevezte.

## Története
Az 1950-es években egy arkansasi fellépésen két férfi összeverekedett és egy baleset folytán a helyiségben tűz ütött ki. A helyiségből sikeresen kimenekítették az embereket, de King odakinn rájött, hogy szeretett 30 dolláros Gibson jazzgitárja bent maradt, élete kockáztatásával visszament érte és kimentette a lángok közül. Később kiderült, hogy a tüzet okozó verekedés egy Lucille nevű lány miatt tört ki. King azóta minden gitárját Lucille-nek hívja, és a Gibson cég ennek tiszteletére 1982 óta külön modellt gyárt ezen a néven.

## Külső hivatkozások
- Gibson.com – Lucille
- B.B. King: Lucille Speaks (angol)